# فرودگاه تامبور

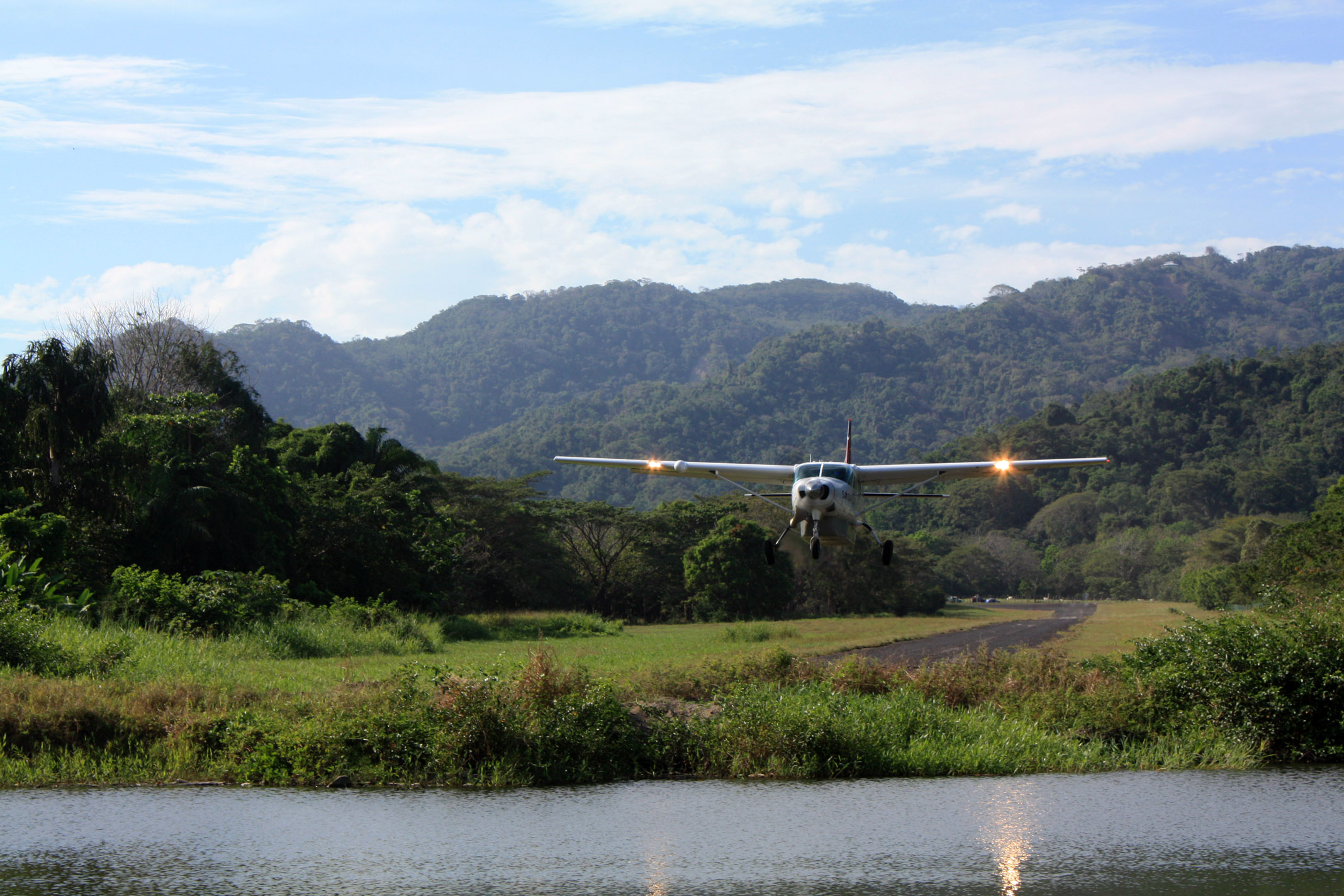
فرود هواپیما در فرودگاه تامبور

فرودگاه تامبور (به انگلیسی: Tambor Airport) یک فرودگاه همگانی با کد یاتا TMU است که یک باند فرود آسفالت دارد و طول باند آن ۷۰۰ متر است. این فرودگاه در کشور کاستاریکا قرار دارد و در ارتفاع ۱۰ متری از سطح دریا واقع شده است.